# Лейтвейн, Теодор
Теодор Готтхильф Лейтвейн (нем. Theodor Gotthilf Leutwein; 1849—1921) — германский политик.

## Биография
Теодор Лейтвейн родился 9 мая 1849 года в Вальдбрунне.
В 1893 году Лейтвейна направили командовать полком в германской Юго-Западную Африке для усмирения восстания готтентотов и завоевания признаваемых германскими частей страны, что он и исполнил.

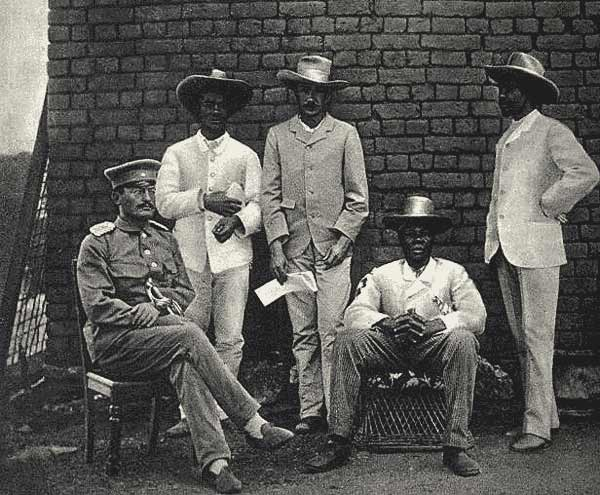
Теодор Лейтвейн (сидит слева) вместе с представителями руководства туземных племён колонии (1895 год)

В 1898 году Теодор Готтхильф Лейтвейн был назначен губернатором Германской Юго-Западной Африки.
Несмотря на победы Лейтвейна, различные племена, населяющие страну, восставали то здесь, то там; Лейтвейн постоянно должен был предпринимать против них походы. Особенно сильное восстание имело место в 1904—1905 годах.
В консервативной печати Лейтвейна обвиняли в излишней мягкости по отношению к готтентотам (хотя число расстрелянных по его личному приказу весьма велико). В свободомыслящей и социал-демократической прессе, напротив, указывали, что вся система немецкого управления, представителем которой в Юго-западной Африке является Лейтвейн, должна приводить к восстаниям; давя, тесня и вообще возбуждая против себя туземцев, германское правительство в то же время разрешает и даже поощряет (в интересах торговцев) продажу туземцам оружия.
В июне 1904 года Лейтвейн был лишен командования войсками в юго-западной Африке, а в августе 1905 года уволен и с должности губернатора.
Теодор Готтхильф Лейтвейн умер 13 апреля 1921 года в городе Фрайбург-им-Брайсгау.